# Вулиця Сошенка (Київ)
Ву́лиця Соше́нка — вулиця в Подільському районі міста Києва, місцевості Кинь-Ґрусть, Селище Шевченка. Пролягає від площі Тараса Шевченка до вулиць Косенка і Луцької (на деяких мапах простягається до Лісозахисної вулиці).
Прилучаються вулиці Вишгородська, Пуща-Водицька, Сажина, Моринецька та Золочевська.

## Історія
Вулиця виникла у середині XX століття під назвою 715-та Нова. З 1953 року — Батайська. Сучасну назву вулиця набула 1962 року, на честь Івана Сошенка, українського художника та педагога.
Забудова вулиці — приватна одно- та двоповерхова, належить до так званого селища Шевченка, яке виникло у 1920-х роках.

## Сошенка, 33
15 жовтня 2014 року Міністерство культури України внесло Будинок творчих майстерень Національної академії мистецтв та архітектури (НАОМА), що знаходиться на вулиці Сошенка, 33, до Державного реєстру нерухомих пам'яток України за категорією місцевого значення як пам'ятку історії під охоронним номером 952-Кв.